# 亚基拉 (电影)
《阿基拉》，是一部日本漫畫家及動畫導演大友克洋於1988年推出的科幻動畫電影，改編自大友本人的原作漫画。故事設定在2019年重建於東京灣上的反烏托邦都市「新東京」，講述了暴走族頭目金田正太郎在發現兒時朋友鐵雄經歷摩托車事故後獲得令人難以置信的超能力，最終在混亂和叛亂中走向失控的故事。
《阿基拉》的電影製作原預估成本為10億日圓，實際成本為7億日圓，這使該電影成為迄今為止最昂貴的日本動畫電影。儘管劇中大部分角色設計及設定幾乎改編自原作漫畫，但電影內容則和原作有些許差異。《阿基拉》在1988年7月16日於日本首映，次年則由流线动画在美國發行，後則在西方世界引起廣泛迴響，並在海外獲得了超過8,000萬美元的收入。
《阿基拉》被當代評論家們認為是動畫、動作和科幻類型中最偉大的電影之一，更是日本動畫的里程碑。它也是引發賽博朋克類型的關鍵電影之一，這部電影對全球流行文化產生了重大影響，為西方世界的動漫和日本流行文化及日本動畫風潮的發展鋪平了道路，並影響了當代的動畫、漫畫、電影、音樂、電視和電子遊戲等眾多作品。

## 劇情
1988年7月，日本東京發生爆炸，引發第三次世界大戰。2019年，日本飽受政治腐敗和犯罪的困擾，重建的「新東京」更是動亂不斷，稅制改革引發反政府運動。在抗議的某一晚，金田正太郎率領他的暴走族同夥對抗他們的對手小丑幫。雙方對峙期間，金田的好友島鐵雄騎車撞到高志，高志是被日本政府列為機密的超能力者。自衛隊敷島上校和另一位超能力者阿勝把高志帶走，同時捉住鐵雄做實驗。而金田和一些反政府組織的成員一同被審問，金田對其中一名成員K產生好感，便誘使警方釋放她。
敷島上校和博士發現，鐵雄潛藏類似阿基拉的超強大能力。一直不滿於被金田等人保護的鐵雄逃出實驗室，偷走金田的摩托車，帶上女友香織欲逃離軍方追捕，期間遭小丑幫襲擊，後再度被自衛隊帶走以進行治療和實驗。為了追查朋友的行蹤，金田在聽到反政府組織計畫俘虜鐵雄後加入他們。在醫院裡，鐵雄的能力變得更強，阿勝、高志和另一名超能力者清子聯手也殺不死他，這使得他更加自大。金田、K和敷島上校企圖阻止鐵雄。鐵雄在得知阿基拉被埋藏在正興建奧林匹克體育場的建築工地底下後，擊敗他們並前往工地。
清子用超能力協助K和金田逃脫；敷島上校則對腐敗的政府發動政變，並命令自衛隊殺死鐵雄。鐵雄在逃跑的過程中殺死了他以前的朋友，消滅了敷島上校麾下的部隊，又擊退了被清子操控的K，抵達體育館內取得阿基拉的殘肢。金田使用鐳射槍和鐵雄決鬥，同時敷島上校下令用衛星砲攻擊鐵雄，但只傷到他的右臂。鐵雄躍上太空，摧毀衛星後造出了義肢，義肢卻失控並將他變成一個不定型、不斷膨脹的怪物。清子三人聯手喚醒阿基拉，並請求阿基拉帶走失控的鐵雄。金田為了救出鐵雄，亦進入阿基拉發出的光波之中；清子、高志、阿勝隨之跳入其中，希望把金田救出。在阿基拉產生的能量中，金田看到了鐵雄和超能力者們的過去，並看到了鐵雄對自己的手足情義，之後他被帶回原來的世界；超能力者們和鐵雄則被帶到了另一個維度，嘗試控制鐵雄的力量。

## 製作
大友克洋一開始創作漫畫《阿基拉》時，並未想過要改編成電影。然而，當電影公司邀請大友克洋將這部漫畫改編為電影時，他非常感興趣。《阿基拉》的製作預算超過之前的動畫，發行商東寶在最初公開文件中顯示，製作成本為10億日圓。但講談社的製作經理在專訪中指出：「最初的預算是5億日圓，但最終實際成本變成7億日圓。」講談社、每日放送、萬代、博報堂、東寶、鐳射影碟、住友商事與TMS娛樂等公司都參與《阿基拉》製作團隊。
《阿基拉》宣傳短片於1987年發表，而《阿基拉》於當年完成後1988年上映, 漫畫版則於1990年結束。《阿基拉》分鏡版據說原本多達2000張，最後刪減為738張。

### 音樂
《阿基拉》的配樂由作曲家及工程師山城祥二（本名大橋力）所創作、並由他所主導的音樂團體藝能山城組擔任演奏。這齣電影的音樂運用印尼傳統甘美蘭（Gamelan）敲擊樂和電子音樂配合形成充滿科幻感的聲音。
另外片中還使用了日本1950年代著名歌手曉照子1951年發行的名曲「東京擦鞋童」（東京シューシャインボーイ），但此曲並未收錄於原聲帶。

### 工作團隊
- 製作：鈴木良平、加藤俊三
- 導演：大友克洋
- 助導：竹内啓雄、佐藤博暉
- 編劇：大友克洋、橋本以蔵
- 作畫監督：中村孝
- 作畫副監督：森本晃司
- 美術監督：水谷利春
- 美術：海老澤一男、池畑祐治、大野廣司
- 設定：渡部隆、田中精美
- 色指定：山名公枝、池内道子、田中せつ子
- 協調：高屋法子
- 攝影監督：三澤勝治
- 作曲、指揮、音樂監督：山城祥二
- 音響監督：明田川進
- 錄音：瀨川徹夫
- 效果：倉橋静男
- 剪輯：瀨山武司

### 人物
角色列表
| 角色       | 配音                                                  | 配音       | 配音       | 配音       | 人物特質 |
| 角色       | 日本                                                  | 香港       | 香港       | 台灣       | 人物特質 |
| 角色       | 日本                                                  | ATV        | 4K         | 台灣       | 人物特質 |
| ---------- | ----------------------------------------------------- | ---------- | ---------- | ---------- | --- |
| 金田正太郎 | 岩田光央                                              | 雷霆       | 鄧肇基     | 蘇振威     | 本作主角，天生領導型人物，喜歡飆車。角色名引用自《鐵人28號》的男主角。 |
| 島鐵雄     | 佐佐木望                                              | 呂永林     | 林筠翔     | 莊汶錡     | 金田的朋友，個性自卑，防衛心重。在車禍後，開啟了自身的超常神秘力量，力量可與阿基拉匹敵。同樣擁有高強超能力的鐵雄，決定向阿基拉挑戰，卻因為無法控制自己體內的力量而引發了禍端。角色名引用自《鐵人28號》中的登場角色敷島鐵雄。 |
| 阿基拉     | 角色未配音                                            | 角色未配音 | 角色未配音 | 角色未配音 | 在40名孩子中編號28號，是1988年（原作為1982年）日本東京大爆炸的元兇。他擁有驚人超能力，遠高過人們所能想像範圍。在動畫版中改為已無實體，各器官遭到分解冷凍保存，在電影尾段自行重組器官復活並和鐵雄決戰。原作漫畫中則依然存活。角色名稱「アキラ」出自大友克洋相當崇敬的日本電影導演黑澤明，設定中「28號」則是出自橫山光輝的名作《鐵人28號》。 |
| 惠（K）    | 小山茉美                                              | 譚淑嫻     | 王慧珠     | 巫玉羚     | 反政府組織份子，後期被清子附身。 |
| 敷島上校   | 石田太郎                                              |            |            | 王俊博     | 研究機構最高指揮官，並負責保護新東京市。相信阿基拉的力量再度甦醒會帶來災禍，因此主張全力預防事情發生，卻遭到最高議會打壓，憤而推翻議會掌握兵權。 |
| 大西博士   | 鈴木瑞穗                                              |            |            | 江志倫     | 軍方的科學家，主要研究阿基拉實驗，最後炸死在實驗室裡。 |
| 龍作       | 玄田哲章                                              | 陸頌愚     | 羅偉亮     | 林廷龍     | 通稱為「龍（りゅう）」，反政府組織份子，遭到根津誤會為叛徒而被槍殺。 |
| 根津       | 大竹宏                                                | 周永光     | 李家傑     | 何志威     | 在野黨政客，暗中提供反政府組織情報並予以指揮，然而本性自私。議會被上校推翻後試圖逃亡，但因服藥出了狀況而死。原作中由於槍殺高志，成為引發阿基拉二度失控，造成東京再度崩毀的元凶。 |
| 香織       | 淵崎有里子                                            | 吳小藝     | 顧詠雪     |            | 原作中是一名被大東京帝國手下抓來侍奉阿基拉與島鐵雄的少女，動畫版則改為鐵雄的女友。原作中被大東京帝國的隊長槍殺，動畫版則死於能力失控化為肉團的鐵雄之手。 |
| 山形       | 大倉正章                                              | 黃文偉     | 伍博民     | 宋克軍     | 金田正太郎與島鐵雄的飆車族夥伴，後遭超能力覺醒的鐵雄所殺死。 |
| 甲斐       | 草尾毅                                                | 曾秉輝     | 黃尉斯     | 陳昊青     | 金田正太郎與島鐵雄的飆車族夥伴。 |
| 阿勝       | 神藤一弘                                              | 徐愛貞     | 周恩恩     |            | 在40名孩子中編號27號。因為無法行走，所以利用念力浮起椅子移動。 |
| 高志       | 中村龍彥                                              | 周文瑛     | 莊巧怡     | 鄭可欣     | 在40名孩子中編號26號。當初鐵雄遇到車禍時，遇見的超能力小孩。在原作劇情中期遭根津槍殺。 |
| 清子       | 伊藤福惠                                              | 龍德瓊     | 李蔓宜     | 巫玉羚     | 在40名孩子中編號25號，擁有預知未來的能力。 |
| 宮子夫人   | 北村弘一                                              |            |            |            | 原作中在40名孩子中編號19號，擁有預知未來的能力。她藉由宗教的力量，讓人們有心靈上的慰藉。在動畫版中則變成單純的新興宗教教祖配角。 |
| 調查員     | 池水通洋                                              |            |            |            | |
| 軍人       | 荒川太郎 田中和實                                     |            |            |            | |
| 崎山技師   | 加藤正之                                              |            |            |            | |
| 春木屋店長 | 秋元羊介                                              |            |            |            | |
| 渡邊榮一   | 荒川太郎                                              |            |            |            | |
| 竹山裕二   | 平野正人                                              |            |            |            | |
| 桑田滿     | 岸野幸正                                              |            |            |            | |
| 游擊隊     | 平野正人                                              |            |            |            | |
| 島崎       | 岸野幸正                                              |            |            |            | |
| 高場       | 二又一成                                              |            |            |            | |
| 宮子的隨從 | 鹽屋浩三                                              |            |            |            | |
| 少女       | 藤井佳代子 豐島正美 大野由佳                          |            |            |            | |
| 最高幹部   | 北村弘一 岸野幸正 加藤正之 平野正人 荒川太郎 池水通洋 |            |            |            | |
| 其他       | 小林通孝 梅津秀行 稲垣悟                              |            |            |            | |

## 上映與發行

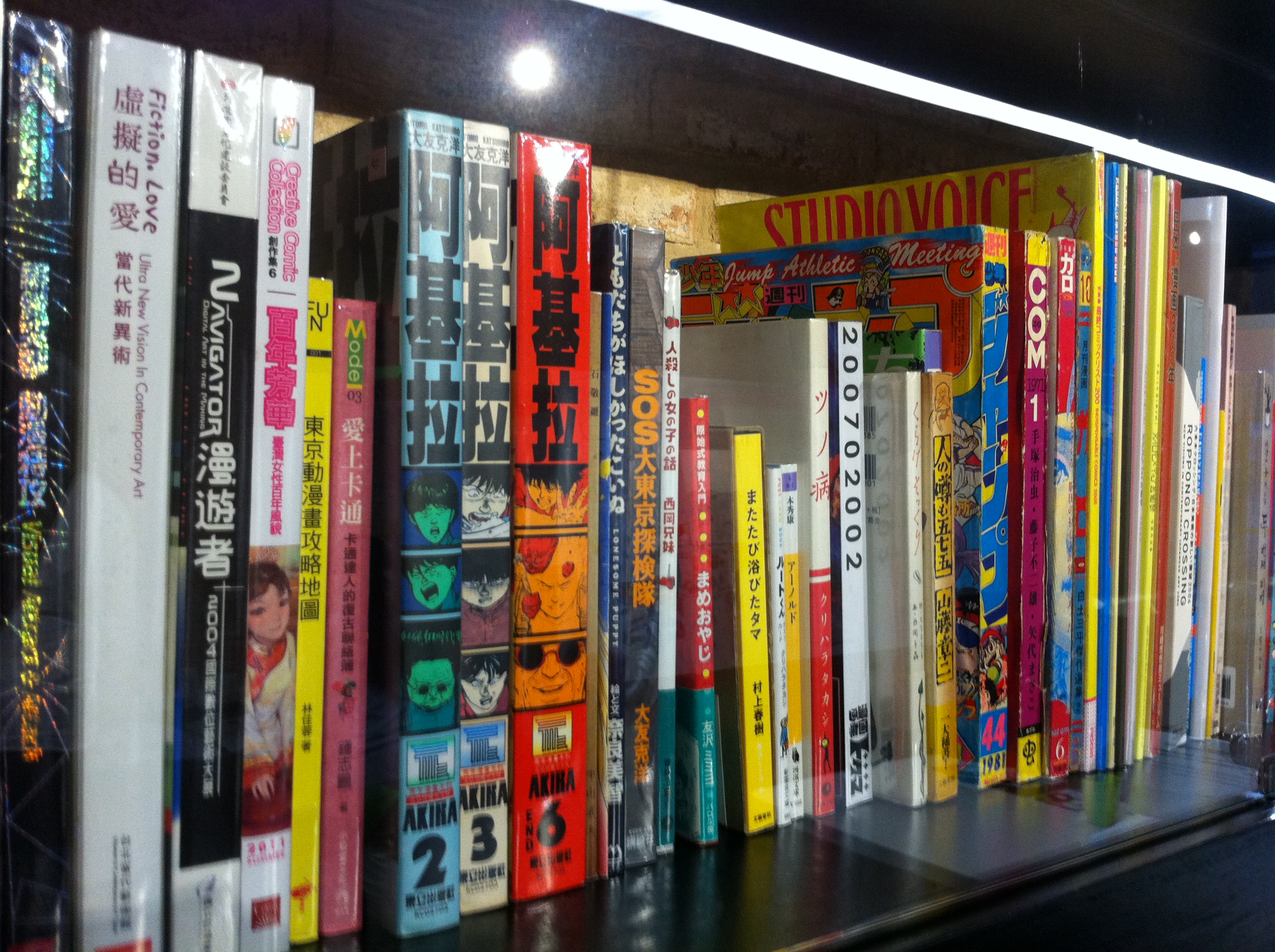
阿基拉的漫畫版本

《阿基拉》於1988年7月6日在日本首映，北美於1989年12月25日小規模上映，由流线动画獲得版權。《阿基拉》在英國由ICA發行，1991年1月25日上映。
《阿基拉》4K重製版於2020年4月3日在日本全國IMAX影廳上映。其也曾於2020年和2025年的6月24日在台灣上映兩次，由車庫娛樂負責引進發行。
《阿基拉》在台灣最初由協和育樂以《光明戰士阿基拉》名稱發行錄影帶與VCD。之後2004年的《阿基拉》VCD、DVD版、2005年原聲帶專輯CD、2011年藍光光碟，均由普威爾國際代理。

## 反響

### 評價與影響
| 媒體       | 累積評分  | 來源   |
| ---------- | --------- | ------ |
| AllMovie   | 4.5/5颗星 | [ 18 ] |
| Metacritic | 8.5 / 10  | [ 19 ] |
| MUBI       | 8.7 / 10  | [ 20 ] |
| 爛番茄     | 90 / 100  | [ 21 ] |
| IMDb       | 8.0 / 10  | [ 22 ] |

評論家羅傑·艾伯特將《阿基拉》選為1989年每週影片。直到2022年為止，在爛番茄獲得90%新鮮度，平均分數是7.4/10。《阿基拉》被認為是：「一部相當血腥與暴力的電影，但其動畫畫面與分鏡設立了現代動畫的標準」。《阿基拉》在Metacritic獲得76分，普遍獲得正面評價。其被廣泛視為是史上最偉大的動畫之一，提升動畫在美國受歡迎的程度。第4頻道於2005選出史上100大動畫，《阿基拉》名列第16位。《阿基拉》在《帝國雜誌》史上500大電影中名列第440位，也在《帝國雜誌》史上100大世界電影中名列第51位。《阿基拉》在IGN史上25大動畫中名列第14位。
《阿基拉》被許多影評人視為是日本動畫的里程碑，影響許多後來的動畫師與導演。《阿基拉》提升動畫在日本國外的發展，影響深遠，也是第二波動畫浪潮（開始於1990年代早期）的先驅。《阿基拉》也影響到真人電影，例如《駭客任務》與《超能失控》。《阿基拉》也是《時代雜誌》五大動畫DVD之一。《阿基拉》在《Time Out》史上50大動畫中名列第16位，在《Total Film》史上50大動畫中名列第5位。《阿基拉》在《巫師動畫雜誌》史上50大北美動畫中名列首位。
《綜藝雜誌》稱讚《阿基拉》的想像力與未來設計感、配樂，但也批評角色移動方式有些呆板。2009年，海倫·麥卡錫（Helen McCarthy）在《500部不可忽略的動畫電影》中稱讚《阿基拉》令人感到新鮮、刺激，即使過了20年仍不遜色。2022年4月，《Paste雜誌》評選前100名不限年份的最佳日本動畫電影，《阿基拉》排名第1名。2024年3月，本片在爛蕃茄發表「根據爛番茄評論家評比，100部不限時間的最佳日本動畫電影」排行榜名列第26名。
大友克洋和《亚基拉》被收錄在曾主持Podcast節目「吉卜力圖書館」（Ghibliotheque）、撰寫《吉卜力電影完全指南》的廣播人兼作家麥可．里德（英語：Michael Leader）和製片兼作家傑克．康寧漢（英語：Jake Cunningham）著作的《日本經典動畫指南》，做為介紹日本動畫歷史80年期間30名位導演與30部經典動畫的案例。

### 真人版電影
《阿基拉》美國真人版製作企劃，最早由華納兄弟影業在2002年取得翻拍權。《玩命關頭系列》導演林詣彬、《瘋狂麥斯系列》導演喬治·米勒、《黑亞當》導演豪梅·寇勒特-瑟拉、《奪天書》導演休斯兄弟、《刀鋒戰士》導演史蒂芬·諾林頓等曾洽談表示想接手執導《阿基拉》真人版電影。《好萊塢報道者》曾指出，美國真人版《阿基拉》電影無法順開拍的主要原因之一，就是故事中的日本新東京、政治和文化的設定緊密相連，很難直接套用西方社會的觀點。雖然華納兄弟影業曾試圖將新東京改成「新曼哈頓」、將核爆改為「911事件」，但選角遇到「種族洗白」等文化差異的問題，依然沒順利成功開拍。
最終在2019年，奧斯卡影帝李奧納多· 狄卡皮歐旗下的亞壁古道影業宣佈，將由《雷神索爾3：諸神黃昏》的導演泰卡·維迪提接手執導《阿基拉》真人電影版，將直接翻拍原作漫畫，而非動畫版電影，並敲定於2021年5月21日上映。然而，泰卡·維迪提後來因執導多部電影而愈加繁忙，陸續分散檔期和專注力，直到《阿基拉》版權失效並歸還給漫畫出版商講談社。《好萊塢報道者》也提到，華納兄弟影業在這23年期間所投注的開發成本高達八位數美金。因此《阿基拉》美國真人版拍攝可能性已不復存在。

## 相關事件
當東京在2013年招標過程中被選為舉辦2020年夏季奧運會時，幾名評論員聲稱Akira預測了未來的比賽。在2017年，幾場東京奧運會的宣傳中都提到了本片。2020年2月，在2019冠狀病毒病疫情之下，片中一幕提及2020年奧運會取消（事件前147天）的畫面，呼應了社群媒體的趨勢要求取消2020年奧運會。與影片不同，夏季奧運會最終延期一年，而不是完全取消。
傳言格鬥天王2001中的K9999由於被指嚴重抄襲島鐵雄，在格鬥天王2002後不再出現，甚至在官方網站中所有跟他有關的資料與圖片全部被刪除。